# ТЕС Каїр-Північ
ТЕС Каїр-Північ – теплова електростанція в Єгипті, розташована у північній частині каїрської агломерації. 
Введена в експлуатацію у період з 2006 по 2008 роки, станція стала другою (після ТЕС Нубарія) в серії потужних парогазових ТЕС, будівництво яких розпочалось в Єгипті на початку 21 століття для подолання наростаючого енергодефіциту.  
Станція складається із двох блоків, кожен з яких має дві газові та одну парову турбіни, при цьому потужність всіх турбін однакова – по 250 МВт. На першому блоці встановлено газові турбіни японської компанії MHI типу M701F, на другому – компані General Electric типу 9001FA. Що стосується парових турбін, то вони виготовлені Hitachi та Alstom відповідно.
Забір води охолодження відбувається з каналу Ісмаїлія.
Станція передусім використовує природний газ, що надходить до столичного регіону по численним трубопроводам та розподіляється по каїрській агломерації за допомогою Каїрського газопровідного кільця.